# Tobias Wörle
Tobias Wörle (* 1. August 1984 in Füssen) ist ein ehemaliger deutscher Eishockeyspieler, der unter anderem für die Kassel Huskies, Frankfurt Lions, Iserlohn Roosters, Straubing Tigers, den EHC Red Bull München und die Schwenninger Wild Wings in der Deutschen Eishockey Liga (DEL) aktiv war. Mit München wurde er 2016 und 2017 Deutscher Meister.

## Karriere
Wörle startete seine Karriere im Nachwuchs des ERC Lechbruck und des EV Füssen, wo er mehrere Altersklassen durchlief und schließlich im Jahr 2001 erstmals für die Seniorenmannschaft in der Oberliga spielte. Nach weiteren zwei Jahren in Füssen, wechselte der Flügelstürmer zum Traditionsverein ETC Crimmitschau in die 2. Bundesliga, mit denen er jedoch in die Oberliga abstieg. Im Sommer 2005 verpflichteten die Kassel Huskies aus der Deutschen Eishockey Liga den Linksschützen, der bei den Nordhessen zum Stammkader gehörte und am Ende der Spielzeit 2005/06 auf 50 Spiele und acht Scorerpunkte kam. Zusätzlich kam er zu 15 Partien für den ETC Crimmitschau, in denen er am direkten Wiederaufstieg in die 2. Bundesliga mitwirkte.
Zur Saison 2006/07 wurde der Angreifer von den Frankfurt Lions verpflichtet, mit denen er bereits in seinem zweiten Jahr den bislang größten Erfolg seiner Karriere feiern konnte, als Wörle mit den Lions bis ins Play-off-Halbfinale der DEL vorstoßen konnte. In der Hauptrunde schoss er sechs Tore und gab sieben Vorlagen, in den Playoffs gegen die Iserlohn Roosters und die Kölner Haie kam Wörle auf ein Tor in zwölf Spielen. In der Saison 2008/09 spielte der linke Flügelstürmer ebenfalls für die Lions und schoss sieben Tore und gab acht Vorlagen in der Hauptrunde. Nach einem weiteren Jahr bei den Lions unterschrieb Wörle zur Saison 2010/11 einen Vertrag bei den Iserlohn Roosters. Beim Club am Seilersee konnte sich der Angreifer im Vergleich zu seiner Station in Frankfurt nochmal steigern. Das Team konnte aber im Gegensatz zu den Lions kein einziges Mal die Play-offs erreichen, spätestens nach den Pre-Play-offs war man ausgeschieden.
Nach drei Jahren bei den Roosters entschied sich der gebürtige Allgäuer, obwohl ihm eine Vertragsverlängerung angeboten wurde, für einen Wechsel zu den Straubing Tigers. Bei den Niederbayern unterschrieb Wörle einen Dreijahresvertrag. Während seiner dritten Saison bei den Tigers wurde der Vertrag des Stürmers am 10. November 2015 aufgelöst. Einen tag später gab der EHC Red Bull München die Verpflichtung von Wörle bekannt. Mit den Roten Bullen gewann Wörle 2016 und 2017 jeweils die deutsche Meisterschaft. Zwischen 2017 und 2019 spielte er für die Schwenninger Wild Wings, ehe er zur Saison 2019/20 in die DEL2 zum ESV Kaufbeuren wechselte. Bis 2021 gehörte Wörle dem Kader des ESVK an, ehe er innerhalb der DEL2 zum EC Bad Nauheim wechselte. Im Februar 2023 gab Wörle bekannt, dass er seine Karriere beende.

### International
Im Jahr 2002 gehörte Tobias Wörle dem Kader der Deutschen U18-Nationalmannschaft an, mit der er an der U18-Junioren-Weltmeisterschaft in der Slowakei teilnahm.

## Erfolge und Auszeichnungen
- 2006 Aufstieg in die 2. Bundesliga mit dem ETC Crimmitschau
- 2016 Deutscher Meister mit dem EHC Red Bull München
- 2017 Deutscher Meister mit dem EHC Red Bull München

## Karrierestatistik
(Legende zur Spielerstatistik: Sp oder GP = absolvierte Spiele; T oder G = erzielte Tore; V oder A = erzielte Assists; Pkt oder Pts = erzielte Scorerpunkte; SM oder PIM = erhaltene Strafminuten; +/− = Plus/Minus-Bilanz; PP = erzielte Überzahltore; SH = erzielte Unterzahltore; GW = erzielte Siegtore; 1 Play-downs/Relegation; Kursiv: Statistik nicht vollständig)